# Prozoroki
Prozoroki (biał. Празарокі) – agromiasteczko (do 2008 r. wieś) na Białorusi, w obwodzie witebskim, w rejonie głębockim, centrum sielsowietu Prozoroki.

## Historia
Prywatne miasto szlacheckie położone było w końcu XVIII wieku w województwie połockim.
W czasach zaborów folwark prywatny w powiecie dzisieńskim, w guberni wileńskiej Imperium Rosyjskiego.
W latach 1921–1945 folwark leżał w Polsce, w województwie wileńskim, w powiecie dziśnieńskim, w gminie Prozoroki.
Według Powszechnego Spisu Ludności z 1921 roku zamieszkiwało tu 255 osób, 98 było wyznania rzymskokatolickiego, 23 prawosławnego a 134 mojzeszowego. Jednocześnie 105 mieszkańców zadeklarowało polską, 29 białoruską, 120 żydowską a 1 inną przynależność narodową. Było tu 36 budynków mieszkalnych. W 1931 w 73 domach zamieszkiwały 473 osoby.
Miejscowość podlegała pod Sąd Grodzki w Głębokiem i Okręgowy w Wilnie; znajdował się tu urząd pocztowy, który obsługiwał znaczną część gminy Prozoroki.
W miejscowości stacjonowały dowództwa pododdziałów granicznych: 33 batalionu celnego, 33 batalionu Straży Granicznej i kompanii granicznej KOP.
W wyniku napaści ZSRR na Polskę we wrześniu 1939 miejscowość znalazła się pod okupacją sowiecką. 2 listopada została włączona do Białoruskiej SRR. Od czerwca 1941 roku pod okupacją niemiecką. W 1944 miejscowość została ponownie zajęta przez wojska sowieckie i włączona do Białoruskiej SRR.
Do 1945 roku siedziba gminy Prozoroki.
Od 1991 w składzie niepodległej Białorusi.

## Urodzeni w Prozorokach
- Ignacy Bujnicki – polski inżynier, polityk, prezydent Kalisza (1937–1939) oraz Piotrkowa Trybunalskiego (1933–1935), uczestnik wojny polsko-bolszewickiej[12].

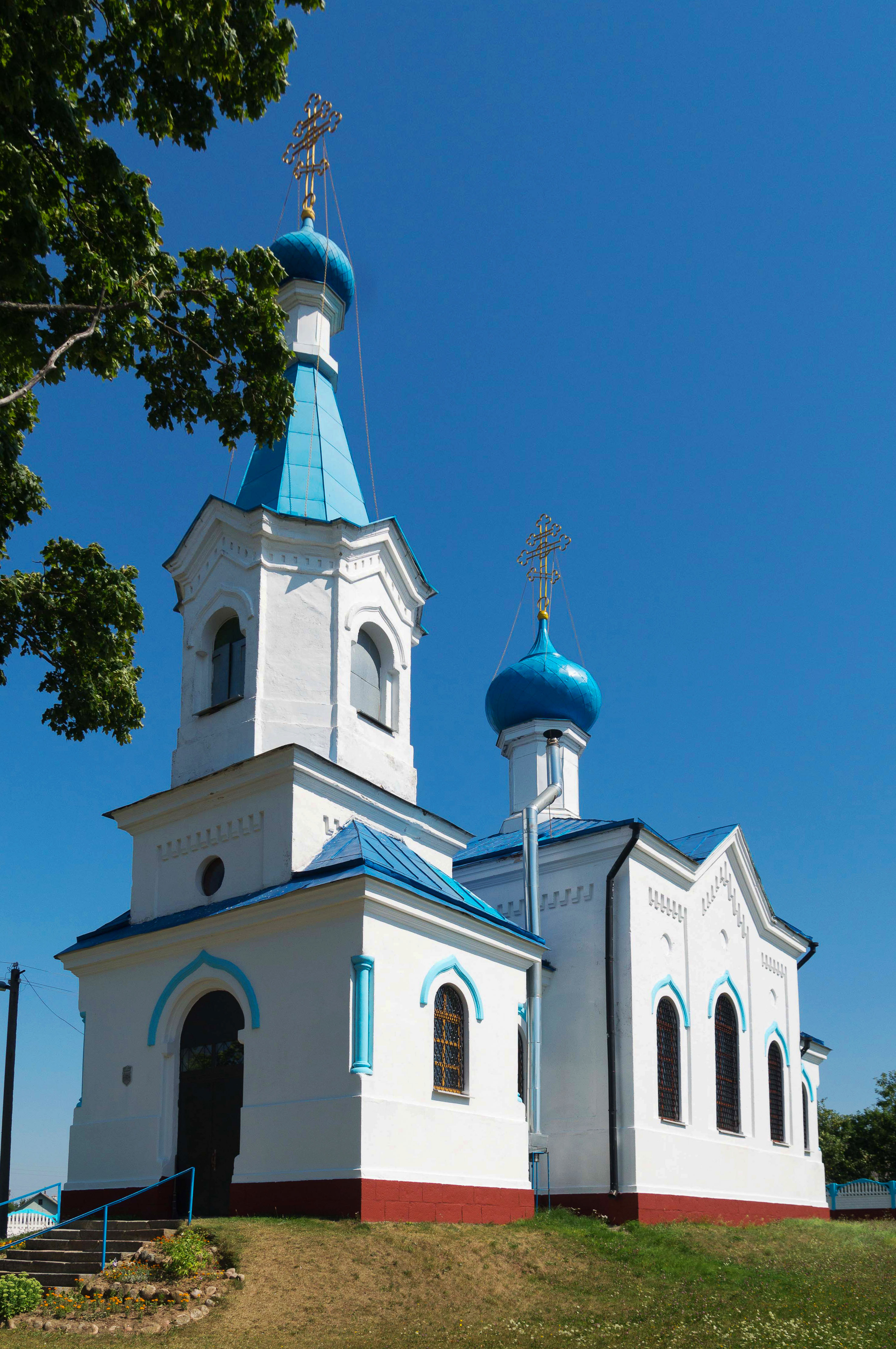
Cerkiew prawosławna pw. Świętych Apostołów Piotra i Pawła

## Parafia prawosławna
W Prozorokach działa parafia pw. Świętych Apostołów Piotra i Pawła, należąca do dekanatu głębockiego eparchii połockiej i głębockiej Egzarchatu Białoruskiego Patriarchatu Moskiewskiego. Cerkiew parafialna została zbudowana w 1909 r.

## Parafia rzymskokatolicka
Prozoroki są siedzibą parafii Wniebowzięcia Najświętszej Maryi Panny, w dekanacie głębockim diecezji witebskiej.